# Sierra DuFief
Die Sierra DuFief (auch Sierra Du Fief, im Vereinigten Königreich Fief Mountains) ist ein 6 km langer Gebirgszug im südlichen Teil der Wiencke-Insel im Palmer-Archipel. Er verläuft in nordost-südwestlicher Richtung und ist gekennzeichnet durch zahlreiche spitze und bis zu 1415 m hohe Gipfel.
Teilnehmer der Belgica-Expedition (1897–1899) entdeckten ihn. Der Expeditionsleiter Adrien de Gerlache de Gomery benannte ihn nach Jean DuFief, Generalsekretär der Société Royale Belge de Géographie (frei übersetzt: Königliche Belgische Geographische Gesellschaft).